# Parqué
El parqué o parquet (del francés parquet) es un pavimento formado por piezas de madera fina acopladas y dispuestas regularmente formando dibujos variados. Usado inicialmente para describir los largos cuadrados en diagonal que fueron usados en el Palacio de Versalles en 1684, como parquet de menuiserie («parqué en madera»), para reemplazar el piso de mármol que era bastante tedioso de conservar debido a que requería lavados continuos que ocasionaban erosión entre las junturas de las placas. Tales parqués en losange fueron descritos por el arquitecto sueco Daniel Cronstrom tanto en Versallles como en el Gran Trianón en 1693.

## Etimología
La palabra deriva del francés antiguo parchet (el diminutivo de parc), que literalmente significa ‘pequeño espacio cerrado’.

## Historia

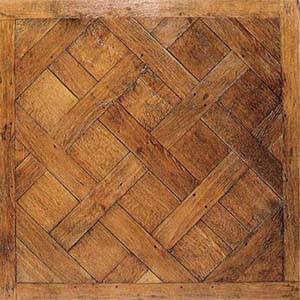
Parqué de estilo Versalles.

Los grandes cuadrados diagonales conocidos como «parqué del Versalles» se introdujeron en 1684 como parquet de menuiserie (‘parqué de madera’) para reemplazar el suelo de mármol que requería un lavado constante, que tendía a pudrir las vigas debajo de los pisos. Tales parquets en losange fueron descritos por el arquitecto sueco Daniel Cronström en Versalles y en el Gran Trianón en 1693.

## Descripción del piso de parqué
Actualmente, se ha simplificado el proceso de instalación con colas de poliuretano, que mejoran el comportamiento frente a la humedad del parqué, y aseguran una adhesividad a la solera por décadas y varios acuchillados. Su instalación es más rápida que el sistema de clavado, aunque no suele ser tan longeva, ya que es común que se despeguen algunas piezas.
La tabla del parqué puede ser de 100 mm × 2,5 mm × 8 mm, hasta parqué de gran formato con tablas de grosor de 14 mm a 17 mm con longitud variable entre 400 mm × 70 mm × 14 mm hasta 500 mm × 75 mm × 17 mm.
Este tipo de material se identifica según las normas UNE:
- Lamparquet: norma UNE-EN 13227:2003[3]
- Mosaico: norma UNE-EN 13488:2003[4]
- Macizo machihembrado: norma UNE-EN 13226[5]

Los formatos de colocación más comunes son:
- Al hilo: en el que las tablas están pegadas de manera paralela asimétrica.
- Espiga: las tablas se colocan en un ángulo de 45° (grados), enfilando hacia la pared más larga, por norma general.
- Fajeados: suelen hacer un perímetro, que delimita en el suelo, áreas o zonas.

Su uso y longevidad dependen mucho del barniz con el que se hayan tratado, ya que el daño más frecuente es el agua y la grasa y hasta hace poco tiempo los barnices no eran impermeables, con lo que era necesario una restauración más frecuente y cambio de tablas.
Con un grosor de tabla de entre 8 mm y 12 mm, supone que tendrá aproximadamente 3 o 4 acuchillados, ya que se retiran aproximadamente 2 mm en cada uno.

## Materiales
Se utiliza madera que contrasta en color y veteado, como el roble, nogal, cerezo, tilo, pino, arce, entre otras, y en los tipos más caros también se utilizan la caoba de colores vivos y, a veces, otras maderas duras tropicales. Aunque técnicamente no es una madera, el bambú también es un material popular para los pisos modernos.
Anteriormente, los suelos de parqué solían adherirse con betún caliente. Hoy en día se suelen utilizar adhesivos fríos modernos.

## Uso doméstico
Los suelos de parqué se encuentran a menudo en dormitorios y pasillos. Se consideran mejores que las baldosas normales ya que se sienten más calientes bajo los pies. Sin embargo, hacen poco para absorber sonidos como caminar, limpiar con la aspiradora y la televisión, que pueden causar problemas en las viviendas de múltiples ocupaciones.

## Canchas de baloncesto
Uno de los suelos de parqué más famosos es el utilizado por los Boston Celtics de la NBA. El piso original, que se instaló en la casa original de los Celtics en la Matthews Arena en 1946, se trasladó intacto al Boston Garden en 1952 y se usó allí hasta que el equipo se mudó a lo que entonces se conocía como FleetCenter en 1995, ahora conocido como TD Garden. El piso permaneció intacto y en uso hasta que fue cortado y vendido como recuerdo en 1999, después de la demolición del Boston Garden en 1998. Los Celtics juegan hoy en un piso de parqué dentro del TD Garden que combina secciones antiguas y nuevas. En 2018, los Celtics construyeron un nuevo piso de parqué para usar en su nueva instalación de práctica Auerbach Center. Es el único piso de la cancha de la NBA hecho de roble rojo; todos los demás están hechos de arce.

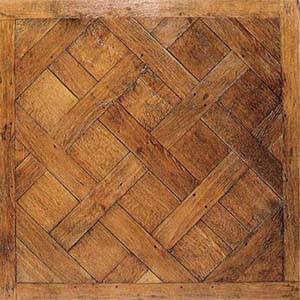
Parqué del Palacio Versailles
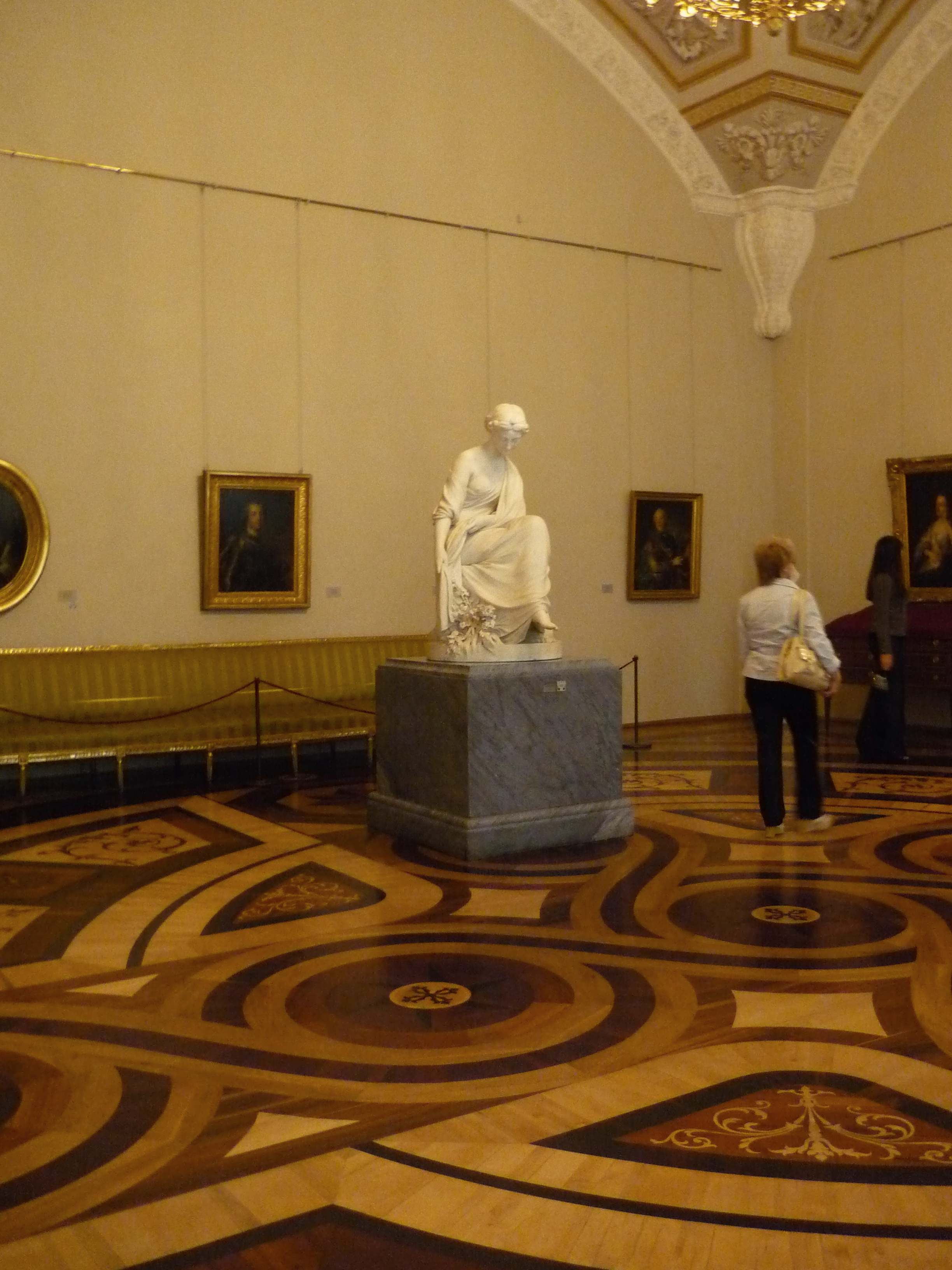
Parqué del Museo Hermitage
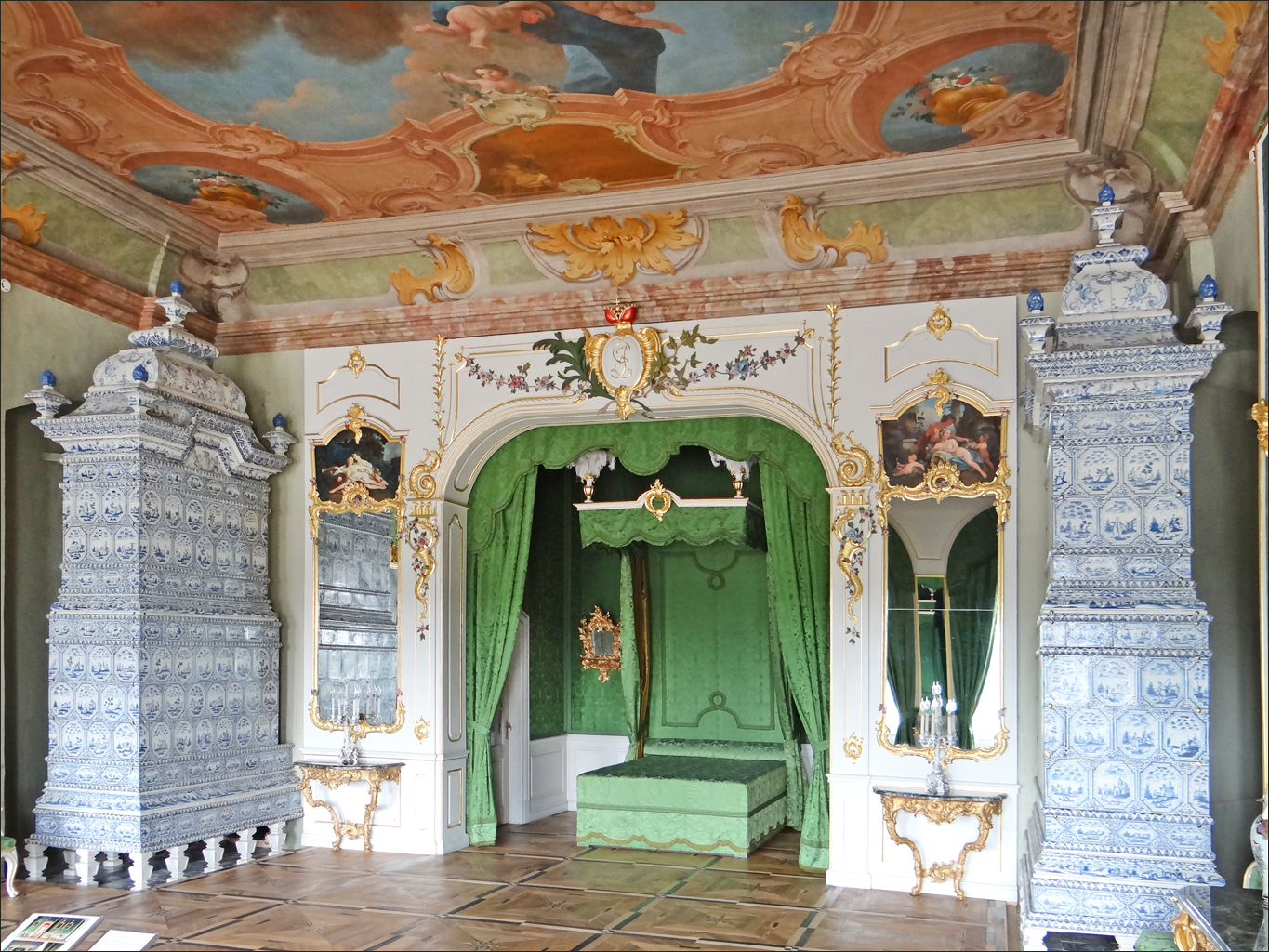
Parqué del Palacio Rundale
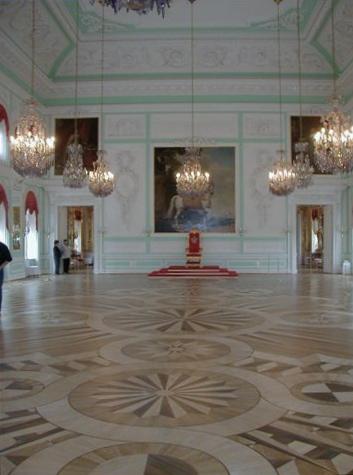
Palacio Peterhof
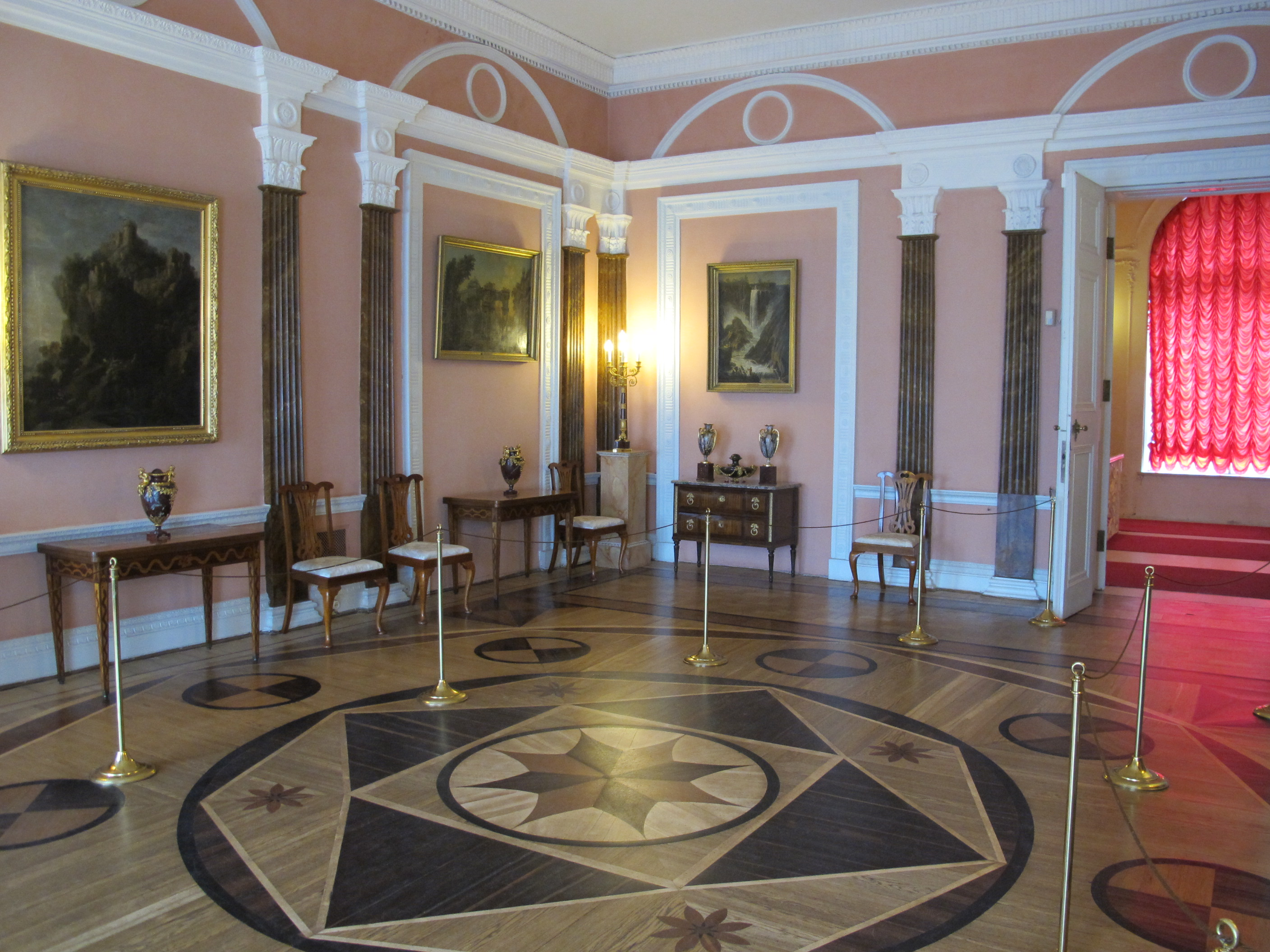
Hermitage
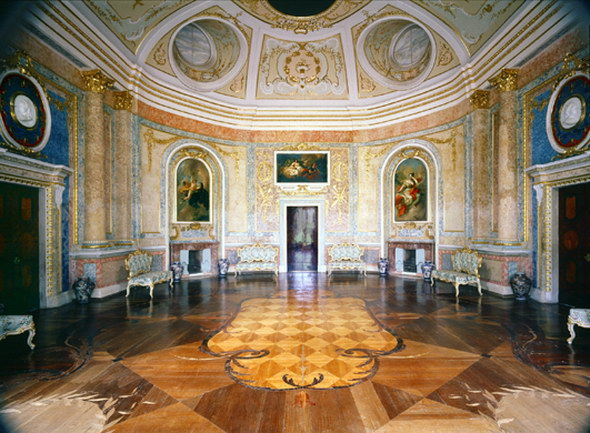
Palacio de Oranienbaum